# Fajara War Cemetery

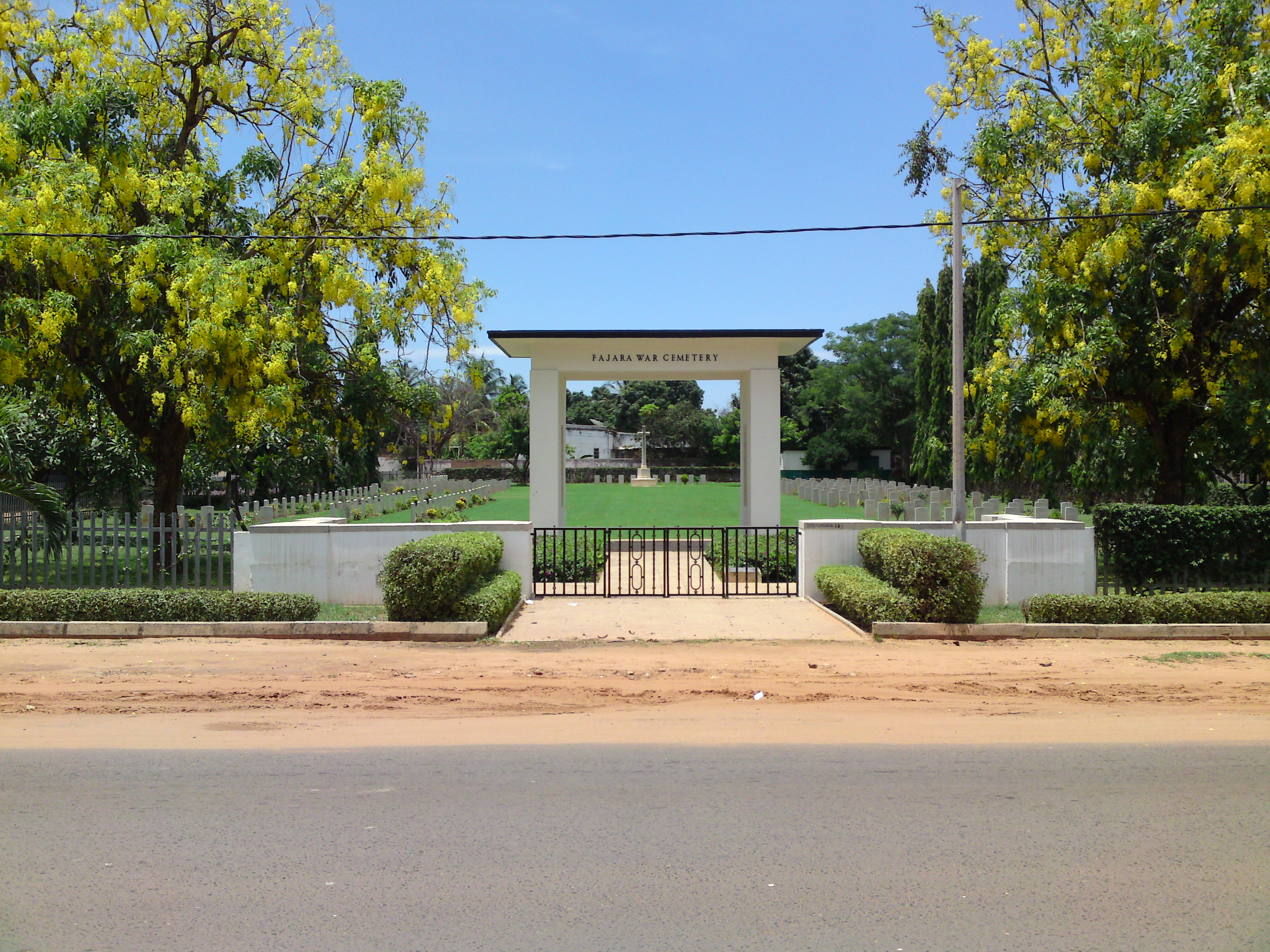
Fajara War Memorial

Das Fajara War Memorial oder Fajara War Cemetery ist ein Soldatenfriedhof im westafrikanischen Staat Gambia.

## Beschreibung
Es liegt auf der östlichen Seite der Kairaba Avenue (auch Pipeline Road), die vom Zentrum Serekundas nach Fajara, einem Stadtteil von Bakau, führt. Das rechteckige Areal ist rund 94 Meter tief und 40 Meter breit. Kurz hinter dem Eingang befindet sich ein sechs Meter breiter Torbogen, der den Blick auf ein im hinteren Teil liegendes christliches Kreuz lenkt.
Gedacht wird der alliierten Soldaten, die in der Zeit von 1939 bis 1945 während des Zweiten Weltkriegs gefallen waren, als Gambia noch eine britische Kronkolonie war, beziehungsweise der Soldaten des British Commonwealth of Nations. Bestattet sind 200 Soldaten, unter anderem auch australische, neuseeländische und kanadische. Einer von ihnen ist nicht identifiziert. Der Torbogen am Eingang soll an die 33 gefallenen Gambier erinnern, die an einem anderen Ort bestattet sind.